# Horrorfilm
Een horrorfilm, griezelfilm of gruwelfilm is een film waarin angst (Latijn: horror) het hoofdthema vormt. Horrorfilms vertonen vaak vaste patronen in stijl, setting, opbouw en boodschap en zijn daarom verder onder te verdelen in aparte subgenres. De vroegste horrorfilms werden sterk beïnvloed door de Duitse expressionistische cinema, zoals Das Cabinet des Dr. Caligari uit 1920 en Nosferatu, eine Symphonie des Grauens uit 1922. Horrorfilms zijn vooral populair rond Halloween en worden dan vaak uitgezonden op TV. Ook zijn ze dan vaak te zien in bioscopen.

## Geschiedenis
De horrorfilm bestaat al sinds de begindagen van de filmindustrie. Zo speelde Georges Meliès reeds in 1896 de duivel als een vampiervleermuis in Le Manoir du Diable. De eerste verfilming van Frankenstein, geproduceerd door Thomas Edison, verscheen in 1910, en de weerwolf maakte op het witte doek zijn debuut in The Werewolf (1913). In de tijd van de stomme film experimenteerden vooral Duitse filmmakers al met enge situaties en thema’s. Een vaak in kringen van filmcritici gehoord argument is echter dat er voor de jaren 1930 geen echt horrorgenre bestond. De start van het genre leggen zij pas bij Frankenstein (1931), de verfilming van de klassieke gothic novel van Mary Shelley, en bij Dracula, datzelfde jaar door Universal met Valentijnsdag uitgebracht. Na de Tweede Wereldoorlog ontstonden nieuwe genres die inspeelden op onder andere de angst voor een kernoorlog en bovennatuurlijke zaken zoals demonische bezetenheid.
In de jaren 50 en 60 was horror vooral een genre van B-films, waarin het genre soms werd vermengd met andere genres zoals sciencefiction en fantasy. Naarmate budgets groter en effecten beter werden, groeide de horrorfilm echter uit tot een serieus filmgenre.

## Formule
Horrorfilms volgen vaak een aantal vaste patronen en formules. Een aantal van deze cliché- of formuleverschijnselen werden benoemd in de 'slimme' horrorfilms Funny Games en Scream (1996). Het personage Randy uit de Scream-films onderwijst zijn vrienden tijdens de films zelf over dergelijke regels van de horrorfilms:
- Eén personage (of stel) overleeft in de horrorfilm. Dit is doorgaans het aantrekkelijkste personage en/of gespeeld door de bekendste acteur/actrice. Tot de titels die zich onderscheidden door moedwillig van deze formule af te wijken, behoren onder meer Funny Games, Wolf Creek en The Strangers.
- De aangevallenen in een horrorfilm verwijderen zelden het wapen van het lichaam van de schijnbaar dode of bewusteloze moordenaar, die in een volgende scène daardoor opnieuw kan aanvallen of in het niets verdwenen lijkt. Een voorbeeld van een personage waarbij dit meer dan eens gebeurt, is Michael Myers uit de Halloween filmreeks.
- Vaak bestaat een groep hoofdpersonages uit overdreven clichématige karakters. Een groep bevat doorgaans minimaal één sterk op seks gericht personage, één introvert en/of onderschat personage dat later heldhaftig uit de hoek komt en één luidruchtig populair personage. Voorbeelden van dergelijke samenstellingen zijn te zien in onder meer Halloween, Friday the 13th en The Faculty.
- Een sterke aanwijzing vroeg in de film dat er duidelijk iets niet pluis is op een bepaalde locatie wordt achteloos in de wind geslagen door enkele personages, die daarbij wel degelijk erdoor gewaarschuwde medepersonages overhalen toch op de plek des onheils te verschijnen of blijven.
- Het is geen goed idee voor een personage in een horror om te vragen of er iemand is of wie er is.
- Het is geen goed idee om een vreemd geluid te gaan onderzoeken.
- Wanneer de protagonist een auto weet te bereiken, start deze nooit de eerste keer.
- Wanneer een protagonist wordt geconfronteerd met de antagonist van het verhaal, vlucht hij/zij meestal naar een plaats zonder uitweg zoals een zolder of kelder, in plaats van naar buiten door de voordeur.
- Wanneer een personage in een horrorfilm eenmaal seks heeft gehad, slinken zijn/haar overlevingskansen aanzienlijk.
- Het gebruiken van drank of drugs betekent eveneens een kleinere kans op overleven.
- Een personage in een horrorfilm dat de groep verlaat en daarbij aangeeft dat hij/zij "zo terug is", wordt meestal het volgende slachtoffer.
- Nadat de antagonist blijkbaar is verslagen, komt hij altijd nog een keer terug voor een laatste aanval.
- In een sequel vallen meer slachtoffers.
- De sterfscènes in een sequel zijn plastischer.
- In een derde deel mag verwacht worden dat gegevens uit de eerdere delen alsnog onwaar blijken door een nieuwe, onderliggende verhaallijn.
- Acties die personages in eerdere delen ondernomen hebben, kunnen zich vanaf een derde deel tegen hen keren.
- Vanaf een derde deel kan de moordenaar weleens bovennatuurlijk en bijna onverwoestbaar blijken.
- In het derde deel kan iedereen een dodelijk slachtoffer worden, ook het hoofdpersonage. Wanneer het een afsluitend deel van een trilogie betreft, is het personage toch niet meer nodig op een later moment.

## Subgenres
De belangrijkste subgenres van horror zijn:

### Slasher-film
Kenmerkend is (meestal) dat een of enkele seriemoordenaars het principe van de 'Tien kleine negertjes' volgt. Dat wil zeggen dat de film begint met een groep personages die langzaam uitgedund wordt door de antagonist. Dit type films heeft geregeld ettelijke sequels. Voorbeelden zijn Psycho, Black Christmas, Scream en I Know What You Did Last Summer.

### Splatterfilm
Een genre grotendeels gelijk aan Slasher, alleen ligt de nadruk in deze films minder op het creëren van angst en meer op het geweld en bloedvergieten.

### Monsterfilm
Eveneens een uitgebreid genre waarvan een groot deel veel kenmerken van de slasherfilm bezit, maar waarbij de moordenaar dan een monster of bovennatuurlijk wezen is. Dit genre kan weer worden opgesplitst in onder andere vampierfilms, weerwolvenfilms, mummiefilms en reeksen met andere bovennatuurlijke creaties. Voorbeelden zijn Bram Stoker's Dracula, Interview with the Vampire, The Mummy, maar ook Friday the 13th, Halloween, A Nightmare on Elm Street en It.

### Kannibalenfilm
Vaak realistisch gebrachte films over menseneters, soms in documentaire-stijl. Voorbeelden zijn Cannibal Holocaust en The Texas Chain Saw Massacre, maar ook subtielere, minder op shock gerichte titels als The Silence of the Lambs. Sommige regisseurs specialiseerden zich in dit subgenre, zoals Ruggero Deodato.

### Zombiefilm
Horrorfilms met vaak grote hordes levende doden, die een klein groepje zich al dan niet op één plaats verschuilende mensen belegeren. Denk aan Dawn of the Dead van George A. Romero, 28 Days Later, Resident Evil en the Walking Dead.

### Spookverhaal
Hierin worden de hoofdpersonages doorgaans lastiggevallen door een (of meerdere) bovennatuurlijke, ontastbare entiteit. Soms doordat ze daardoor achtervolgd worden, maar vaak ook doordat de geest of het spook een verbinding heeft met een bepaald voorwerp in het leven van de personages. Spookhuizen komen bijvoorbeeld regelmatig voor. Voorbeelden van spookverhalen zijn Poltergeist en House on Haunted Hill.

### Reli-horror
Een  deel van de horrorfilms is gebaseerd op religieuze geloofsovertuigingen. Regelmatig voorkomende onderwerpen hierin zijn Satan (of zijn zoon) die op Aarde komt of dreigt te komen, een antagonist die probeert de eindtijd te ontketenen of een personage dat kampt met bezetenheid door de duivel of een demon. Ook films waarin een geloof als voodoo voorkomt, kan tot het genre gerekend worden. Voorbeelden van christelijke reli-horror zijn The Exorcist, The Omen, Rosemary's Baby en The Seventh Sign. Voorbeelden van Joodse reli-horror zijn The Unborn en The Possession. Een voorbeeld van islamitische reli-horror is Semum. Voodoo komt voor in onder meer The Skeleton Key en Jessabelle.

### Exploitatie/martelporno (gorno)
Exploitatiehorror is een subgenre horrorfilms dat, meer dan op een verhaal of schrikmomenten, mikt op het zo plastisch mogelijk in beeld brengen van geweld en verminking. Denk hierbij aan grote hoeveelheden bloed die in beeld vrijkomen, ogen die doorstoken worden of andere sadistische praktijken die expliciet in beeld gebracht worden. Het exploitatiegenre vierde vooral hoogtij in de jaren zeventig en de vroege jaren tachtig van de 20e eeuw. De Italiaanse regisseurs Lucio Fulci en Dario Argento werden grote namen binnen het genre.
Het genre leefde begin 21e eeuw opnieuw op, toen titels als Saw en Hostel aansloegen én ook publiek naar reguliere bioscopen kreeg. De binnen- en buitenlandse media verwijzen geregeld naar het genre met de term martelporno of kortweg gorno (afkorting van de Engelse term: 'gore porno'). Een van de beruchtere namen in dit subgenre is Ôdishon (Audition) van Takashi Miike. De aanwezigheid van het woord 'porno' in de bijnaam martelporno duidt niet op de aanwezigheid van (hardcore) seksuele handelingen in deze categorie films.
Zie ook exploitatiefilm.

### 'Found footage'
In het subgenre  'found footage'  staan gebeurtenissen centraal die zijn vastgelegd op (zogenaamd) gevonden beeldmateriaal. De kijker of personages die de found footage bekijken, zien daarop gebeurtenissen die eerdere personages filmden. Deze personages zijn meestal niet meer in leven of spoorloos verdwenen. De reden daarvoor wordt gaandeweg een dergelijke film duidelijk middels de found footage. Voorbeelden van dit subgenre zijn Cannibal Holocaust, The Blair Witch Project, [REC], Paranormal Activity en Grave Encounters.

### Komische horrorfilm
Films die vaak meer grappig dan eng zijn. Een aantal horrorfilms mikt al bij het uitbrengen meer op een cultstatus of op een comedy-publiek, dan dat het een poging doet angstwekkend te zijn. Geregeld komt het voor dat deze films met een erg laag budget worden geschoten en daar ook naar uitzien (niet te verwarren met films met een laag budget die vanwege de lage productiekosten lachwekkend worden zónder dat dat de bedoeling is). Dit is niet altijd geval, want ook films met voldoende budget mikken soms met hun inhoudskeuze met name op een cult- of campstatus. Voorbeelden van dit subgenre zijn Evil Aliens, Monster Man en Zombieland.

### Arthouse-horrorfilm
Films waarbij de beleving centraal staat. Doorgaans zijn dit bij het grote publiek vrij onbekende films, maar sommige hebben ondertussen een cultstatus verworven. Voorbeelden zijn Eraserhead en Tetsuo: The Iron Man. De elementen die in deze films de horror verzorgen, wijken doorgaans sterk af van die in reguliere horrorfilms.

### Psychologische horror
Psychologische horror schurkt aan tegen het genre van de psychologische thriller. Er gebeurt niets bovennatuurlijks in de wereld van de personages. De spanning en/of gruwel is vooral afhankelijk van suggestie, sfeer en geestelijke aftakeling en minder van expliciete beelden. De expliciete beelden die wel gebruikt worden, blijven doorgaans realistisch. Voorbeelden zijn Repulsion en Black Swan.

### Cultstromingen
Bepaalde kleinere stromingen binnen de filmtak van de horror kregen na verloop van tijd een zodanige groep trouwe kijkers, dat ze opzichzelfstaand een cult 'minigenre' werden. Voorbeelden hiervan zijn:
- Het extreem gewelddadige en expliciete Italiaanse giallo, dat met name begin jaren zeventig haar hoogtijdagen vierde. De eerder genoemde Lucio Fulci en Dario Argento, maar ook bijvoorbeeld regisseurs Mario Bava en Sergio Martino hielden zich hier veelvuldig mee bezig.
- 'Troma', wat feitelijk de onvolledige naam is van Troma Entertainment. De filmmaatschappij maakte vanaf 1974 niettemin op een dergelijke eigen manier films, dat hun naam synoniem werd voor een bepaalde soort films, waarin low budget en overdaad trefwoorden zijn. Troma Entertainment bestaat (anno 2008) nog steeds, maar heeft sinds het ontstaan de nodige averij opgelopen.

## 'Grote namen'
Een aantal horrorfilms kreeg in de loop erkenning vanwege (bijvoorbeeld) een bepaald meesterschap van de maker(s) daarin, als mijlpaal, als uithangbord van een bepaalde trend, een cultstatus of door een consensus over de geslaagde angstwekkendheid ervan. Voorbeelden hiervan zijn:
1896 - Le Manoir du diableEen drie minuten durend filmpje dat (officieus) de eerste horror- en vampierenfilm heet te zijn.
1920 - Das Cabinet des Dr. CaligariEen film die vaak wordt genoemd als een van de beste horrorfilms uit het tijdperk van de stomme film.
1922 - Nosferatu, eine Symphonie des GrauensEen van de allereerste vampierfilms. Werd destijds verboden door de erven Stoker, die het een plagiaat van Dracula vonden.
1960 - PsychoEen hoog aangeschreven horrorfilm. Het wordt binnen het genre beschouwd als meesterwerk en werd geregisseerd door Alfred Hitchcock. Met name de douche-scène is een van de bekendere scènes in de filmgeschiedenis.
1968 - Night of the Living DeadEerste van een reeks zombiefilms van George A. Romero, die grote sporen naliet binnen het genre. De serie had een tweede laag door het sociale commentaar die het gaf, met name de tweede film uit de reeks: Dawn of the Dead (1978).
1968 - Rosemary's BabyDeze film van Roman Polański, speelde in op natale angsten en paranoïde gevoelens.
1973 - The ExorcistDeze beruchte horrorfilm heeft in de jaren zeventig veel stof doen opwaaien om zijn met name erg realistische toonzetting.
1974 - The Texas Chain Saw MassacreNet als Psycho en Silence of the Lambs gebaseerd op de daden van Ed Gein. Een voorloper van het slasher-genre.
1975 - JawsEen strand in Long Island wordt opgeschrikt door de komst van een grote haai, die de badgasten op zijn menu heeft gezet. De film vestigde de naam van Steven Spielberg en het deuntje wanneer Jaws zijn slachtoffers nadert, werd wereldberoemd.
1976 - CarrieEen tienermeisje beschikt over telekinetische krachten en neemt wraak op iedereen die haar ooit heeft dwarsgezeten. Naar het boek van Stephen King.
1976 - The OmenWanneer Robert Thorne het aanbod van een priester accepteert om een plaatsvervangende baby op te voeden ter vervanging van zijn eigen doodgeboren kind, bezegelt hij het noodlot van zijn familie. Het jongetje Damien blijkt niemand anders dan de zoon van Satan te zijn.
1978 - HalloweenDeze slasher-film wordt gezien als een van de vaders van het genre. De film staat in het teken van seriemoordenaar Michael Myers. John Carpenter was de regisseur. Er volgen nog zeven delen, waarvan deel drie niets te maken heeft met Michael Myers. In 2007 maakte Rob Zombie een remake van dit eerste deel.
1979 - AlienDeze sciencefiction-horrorfilm werd bekroond met de Oscar voor beste visuele effecten, waarin de film zijn tijd vooruit was. Vooral de techniek en de set waren voor haar tijd modern.
1980 - The ShiningBekende horrorfilm uit de jaren tachtig, waarin Stanley Kubrick als een van de eersten gebruikmaakt van de steadicam. Werd destijds niet door iedereen goed ontvangen (mede door de afkeur van Stephen King, die het boek schreef), maar won door de jaren heen aan status.
1980 - Cannibal HolocaustEen kannibalenfilm die zichzelf presenteert als een documentaire naar het verschijnsel, die verkeerd afloopt. De film veroorzaakte een controverse - met name doordat er dieren echt in gedood worden - en werd in sommige landen verboden.
1980 - Friday the 13thDeze film rond de bovennatuurlijke seriemoordenaar Jason Voorhees zorgde samen met het kort daarvoor uitgekomen Halloween voor een stijging in de populariteit van horrorfilms in de jaren tachtig. Zoals het een goede klassieke (in dit geval bovennatuurlijke) slasher betaamt, gaat een groepje hormoongedreven tieners samen op pad. Vervolgens worden ze een voor een afgemaakt, terwijl ze bij hun pogingen tot vluchten alle keuzes maken behalve de verstandige.
1981 - The Evil DeadDeze eerste film van Sam Raimi (Spider-Man, Evil Dead II) is een bloedovergoten satire met inktzwarte humor en amateuristische special effects, die in de loop der tijd een cultstatus kreeg.
1982 - PoltergeistTobe Hooper en Steven Spielberg maakten een verhaal over de doorsnee Amerikaanse familie Freeling in wier huis opeens vreemde dingen gebeuren. Kwaadwillende entiteiten blijken het voorzien te hebben op hun dochtertje.
1984 - A Nightmare on Elm StreetRegisseur Wes Craven maakte met deze eerste Nigthmare Freddy Krueger tot een van de drie bekendste filmmonsters van de jaren tachtig (met Michael Myers en Jason Voorhees). Krueger valt zijn slachtoffers ín hun dromen aan, maar alles wat hij daar uitricht, gebeurt in werkelijkheid ook met hun lichamen.
1987 - HellraiserEen zeer duistere film die een grote bijdrage heeft geleverd aan de gothic-horror. Dit was een van de weinige antagonisten waar een dialoog mee mogelijk was, en die zich, in ruil voor een goede deal, zelfs liet overtuigen zijn slachtoffer met rust te laten.
1996 - ScreamDeze filmserie was een voorbeeld voor een nieuwe generatie slasherfilms. Wes Craven bracht de film uit als parodie en horrorfilm ineen. Scream is een moderne variatie op de klassieke patronen opbouw en stijl.
1997 - CubeEen nieuw kwaad werd geïntroduceerd: bureaucratie. De film kreeg een aantal vervolgen.
2000 - Battle RoyaleEen schoolklas wordt op een eiland gezet met de opdracht het op leven en dood tegen elkaar op te nemen tot er binnen drie dagen nog maar één persoon leeft, de winnaar. Elke student draagt een halsband die zal ontploffen als er na drie dagen meer dan één persoon nog in leven is, iemand zijn halsband probeert te verwijderen of iemand zich te lang in een gevarenzone begeeft. Het moorden is op elke mogelijke manier toegestaan.
2002 - 28 Days LaterAlhoewel het strikt genomen geen zombies waren die een rol speelden dit verhaal (maar mensen met een virus), leken ze er zoveel op dat de film toch tot het zombiegenre gerekend wordt. De film is een soort moderne combinatie van The Day of the Triffids en Dawn of the Dead van Romero.
2004 - Saw-filmserieEen serie horrorfilms waarin de sadist Jigsaw mensen opsluit en laat kiezen tussen leven of dood. Bij de eerste optie zal pijn geleden moeten worden om aan te tonen dat de protagonist het leven waard is.
2005 - HostelDroeg samen met de Saw-reeks bij aan een opleving in het subgenre van de exploitatie- ofwel martelhorror. In Hostel worden toeristen naar een hostel gelokt door ze goedkope drank en gewillige bedpartners te beloven. Tijdens het feesten worden ze gedrogeerd om de volgende dag geketend wakker te worden. Ze zijn koopwaar geworden voor sadisten, die ze tegen betaling mogen martelen en vermoorden. Twee jaar na het eerste deel verscheen er een vervolg, met ditmaal vrouwelijke hoofdrolspeelsters.

## J-Horror
In Azië is er een vergelijkbare geschiedenis qua lengte van de historie van de horrorfilm als Europa en de Verenigde Staten. Niettemin waren Aziatische producties begin 21e eeuw ineens verantwoordelijk voor de opkomst van een populaire stroom horrorfilms in het westen. Daarbij gaat het zowel om de Japanse, Koreaanse, Chinese etc. producten zelf, als om een reeks Amerikaanse remakes daarvan.
Het relatief breedgedragen westerse succes van de J-Horror-films begon in principe in 2002 met het uitkomen van The Ring, een westerse remake van Ringu. In het spoor daarvan volgden remakes van Japanse films zoals onder andere Dark Water en Ju-on. Een aanzienlijk percentage van de J-Horror-films heeft kleine meisjes met lange zwarte haren, grote (vaak bloederige) ogen en water als vaste ingrediënten. Een ander deel bestaat uit experimentele, in het Westen weinig tot niet voorkomende, verhalen en verhaalstructuren. Een bekende naam in de laatste subcategorie is Takashi Miike, die met name probeert de grenzen van het choqueren op te rekken.

## Gerelateerde verwijzingen en filmlijsten
- Een aantal horrorfilms is in sommige landen op zeker moment verboden of verboden geweest. Zie bijvoorbeeld het etiket video nasty
- Er worden verschillende periodieke evenementen in verband met horrorfilms georganiseerd in Nederland en België. Een voorbeeld hiervan is de Nacht van de Wansmaak
- Lijst van arthouse horrorfilms
- Lijst van horrorfilms
- Lijst van vampierfilms
- Lijst van zombiefilms
- Slasher-films
- Lijst van horrorregisseurs